# John Smith (południowoafrykański wioślarz)
John Smith (ur. 12 stycznia 1990 w Germiston) – południowoafrykański wioślarz, mistrz olimpijski.

## Osiągnięcia
- Mistrzostwa świata U-23 – Račice 2009 – dwójka bez sternika wagi lekkiej – 4. miejsce.
- Mistrzostwa świata – Poznań 2009 – dwójka bez sternika wagi lekkiej – 4. miejsce.
- Igrzyska olimpijskie – Londyn 2012 – czwórka bez sternika wagi lekkiej – 1. miejsce.
- Mistrzostwa świata – Amsterdam 2014 – dwójka podwójna wagi lekkiej – 1. miejsce